# Коллинз, Ннамди
Фаррелл Ннамди Коллинз (нем. Pharrell Nnamdi Collins; родился 10 января 2004, Дюссельдорф) — немецкий футболист, защитник клуба «Айнтрахт» (Франкфурт).

## Клубная карьера
Выступал за юношеские команды клубов «Фортуна» (Дюссельдорф) и «Боруссия» (Дортмунд). В августе 2023 года перешёл в «Айнтрахт» (Франкфурт), подписав пятилетний контракт. 5 апреля 2024 года дебютировал в Бундеслиге в матче против «Вердера».

## Карьера в сборной
Выступал за сборные Германии до 15, до 16, до 17, до 18 и до 19 и до 20 лет.

## Достижения
Боруссия (Дортмунд)
- Чемпион Германии (до 19 лет): 2022
- Победитель дивизиона «Запад» Чемпионата Германии (до 19 лет): 2022, 2023